# Адерихин, Прокопий Гаврилович
Прокопий Гаврилович Адери́хин (1904—1988) — советский почвовед, педагог. Директор НИИ почвоведения ВГУ имени Ленинского комсомола (1967—1985).

## Биография
Родился 5 (18 июля) 1904 года в селе Репец (ныне Задонский район, Липецкая область). Окончил агрономический факультет ВСХИ (1927). В 1925—1929 годах научный сотрудник Каменно-степной опытной станции имени В. В. Докучаева. Доктор биологических наук (1948). В 1929—1933 годах заведующий отделом Воронежской областной опытной сельскохозяйственной станции. В 1933—1935 годах доцент Воронежской высшей коммунистической сельскохозяйственной школы. С 1935 году доцент, профессор (1948), заведующий (с 1936 года) кафедрой почвоведения ВГУ. В годы Великой Отечественной войны участвует в эвакуации университета в Елабугу (Татарская АССР). В 1943—1946 годах декан геологического факультета, в 1948—1955 годах проректор. В 1967—1985 годах директор НИИ почвоведения ВГУ имени Ленинского комсомола. Член Центрального совета ВОП при АН СССР. С 1950 года председатель Воронежского отделения ВОП. Один из авторов почвенной карты Воронежской области, карт почв, районирования ЦЧО и других карт.
Умер 5 апреля 1988 года. Похоронен в Воронеже на Юго-Западном кладбище.

## Научная деятельность
Сфера научных интересов: агрохимия, почвоведение, водный режим и свойства чернозёмов, изучение поглотительной способности почв (P2O5; SO24), лучепоглощающая способность почв в разных природных зонах страны. В 1948—1955 годах проводит оригинальные исследования по лучепоглощающей способности почв в Кольском филиале АН СССР в целях повышения коэффициента использования лучистой энергии солнца почвами для улучшения теплового режима и плодородия путем их окрашивания в чёрный цвет. Этот метод АН СССР включила в комплекс мероприятий по преобразованию природы Крайнего Севера нашей страны.

## Сочинения
Опубликовано более 400 научных работ, в том числе более 20 монографий и учебных пособий, в том числе: «Природа и хозяйство Гремяченского района» (Воронеж, 1953), «Почвы Воронежской области» (Воронеж, 1963), «Агрохимическая характеристика почв Центрально-Чернозёмной полосы» (Москва, 1963; совместно с Е. П. Тиховой).

## Награды и премии
- орден Ленина
- два ордена Знак Почёта
- медаль Мичурина
- заслуженный деятель науки РСФСР (1968)
- премия имени В. Р. Вильямса (1984)